# Tidslinje for livets evolutionshistorie
Tidslinjen for livets evolutionshistorie skitserer de væsentligste begivenheder i udviklingen af liv på Jorden. I biologien beskrives evolution som en ændring i de arvelige egenskaber fra den ene generation til den anden, hvor de evolutionære molekylære processer giver anledning til en mangfoldighed af DNA og proteiner reflekteret i en mangfoldighed af biologiske organismer på alle niveauer systematiseret fra riger til arter. Lighederne mellem alle nutidens organismer indikerer tilstedeværelsen af en fælles forfader, som alle kendte arter, levende såvel som uddøde nedstammer fra.
Mere end 99 procent af alle arter, svarende til over fem milliarder arter, der nogensinde har levet på Jorden, anslås at være uddøde. Det skønnes at der er fra 10 til 14 millioner nulevende arter på Jorden, hvoraf omkring 1,2 millioner er blevet dokumenteret og over 86 procent endnu ikke er blevet beskrevet.
Det grundlæggende mønster for livet på Jorden har været en afveksling mellem udslettelse og diversificering, og at der i nogle perioder så f.eks. under den Kambriske eksplosion var stor mangfoldighed og i perioder efter en massedød var lille mangfoldighed.

## Massedød
Arter uddør løbende som miljøer ændres, og organismer konkurrerer om miljømæssige nicher, men lejlighedsvis falder biodiversiteten drastisk i form af en masseudryddelse.
Iltkatastrofen som fandt sted for 2,4-3 milliarder år siden regnes ikke normalt som en masseudryddelse, selv om denne begivenhed førte til tabet af de fleste af planetens obligate anaerobe organismer. De fem største masseudryddelser i Jordens historie er disse:
1. Ordovicium-Silur massedøden for 440 millioner år siden gik 86% af alle arter tabt, herunder graptolitter
2. Sendevon-masseuddøden for 375 millioner år siden gik 75% af alle arter tabt, herunder trilobitter
3. Perm–Trias udslettelsen, "Den store massedød" for 251 millioner år siden gik 96% af alle arter tabt, herunder tabulata (tidlige koraller), tidlige træer og synapsida (pattedyrlignende krybdyr)
4. Trias-Jura massedøden for 200 millioner år siden gik 80% af arter tabt, herunder archosaurer, therapsider og padder.
5. Kridt-Palæogen-grænsen for 66 millioner år siden gik 76% af alle arter tabt, herunder alle ammonitter, dinosaurer og mange marine krybdyr

Mindre omfattende uddøen har fundet sted i perioderne mellem de større katastrofer. 
Faktorer med betydning for massedød omfatter vulkanske superudbrud og meteoritnedslag,kontinentaldriften, ændringer i atmosfærens og havenes kemi, istidernes ændring og ændringer i havniveau.

## Tidslinje
I løbet af langt størstedelen af 4,6 milliarder år i bane rundt om Solen har Jorden rummet livsformer under udvikling.
- de sidste 3,77 milliarder år, enkeltcellede organismer (prokaryoter)[1]
- de sidste 3,4 milliarder år, cyanobakterier som har fotosyntese
- de sidste 2 milliarder år, eukaryoter
- de sidste 1 milliard år, flercellede organismer
- de sidste 600 millioner år, dyr med enkel oppbygning
- de sidste 550 millioner år, bilateria, dyr med for- og bagside
- de sidste 500 millioner år, fisk og proto-amfibier
- de sidste 475 millioner år, landplanter
- de sidste 400 millioner år, insekter og frøer
- de sidste 360 millioner år, amfibier
- de sidste 300 millioner år, krybdyr
- de sidste 200 millioner år, pattedyr
- de sidste 150 millioner år, fugle
- de sidste 130 millioner år, blomster
- de sidste 60 millioner år, primater
- de sidste 20 millioner år, familien Hominidae, 'store menneskeaber'
- de sidste 2,5 millioner år, Homo-slægten
- de sidste 200.000 år, Homo sapiens sapiens, moderne mennesker